# Пелехатый, Демьян Кузьмич
Демьян Кузьмич Пелехатый (укр. Дем'ян Кузьмич Пелехатий; 1 июля 1926, Львов — 13 февраля 1994, Львов) — украинский дирижёр и музыкальный педагог. Народный артист Украинской ССР (1972). Сын политика и публициста Кузьмы Пелехатого.
Окончил дирижёрский (1950, класс Фанелии Долговой) и композиторский (1951, класс Романа Симовича) факультеты Львовской консерватории; в качестве дипломной работы представил симфоническую поэму «Зоя», посвящённую Зое Космодемьянской, в дальнейшем композицией больше не занимался. В 1952—1957 и 1966—1971 гг. преподавал там же, в 1969 г. стал одним из основателей современной кафедры дирижирования.
С 1951 г. дирижёр, в 1964—1987 гг. главный дирижёр Симфонического оркестра Львовской филармонии. Исполнял произведения советских композиторов — Дмитрия Шостаковича (пять его симфоний впервые во Львове прозвучали под руководством Пелехатого), Сергея Прокофьева, Арама Хачатуряна, Родиона Щедрина, Дмитрия Кабалевского и других. Первый исполнитель отдельных произведений Симовича и Станислава Людкевича, записал три альбома с симфоническими и вокально-симфоническими произведениями Людкевича, а также кантату «Весна» Мирослава Скорика.

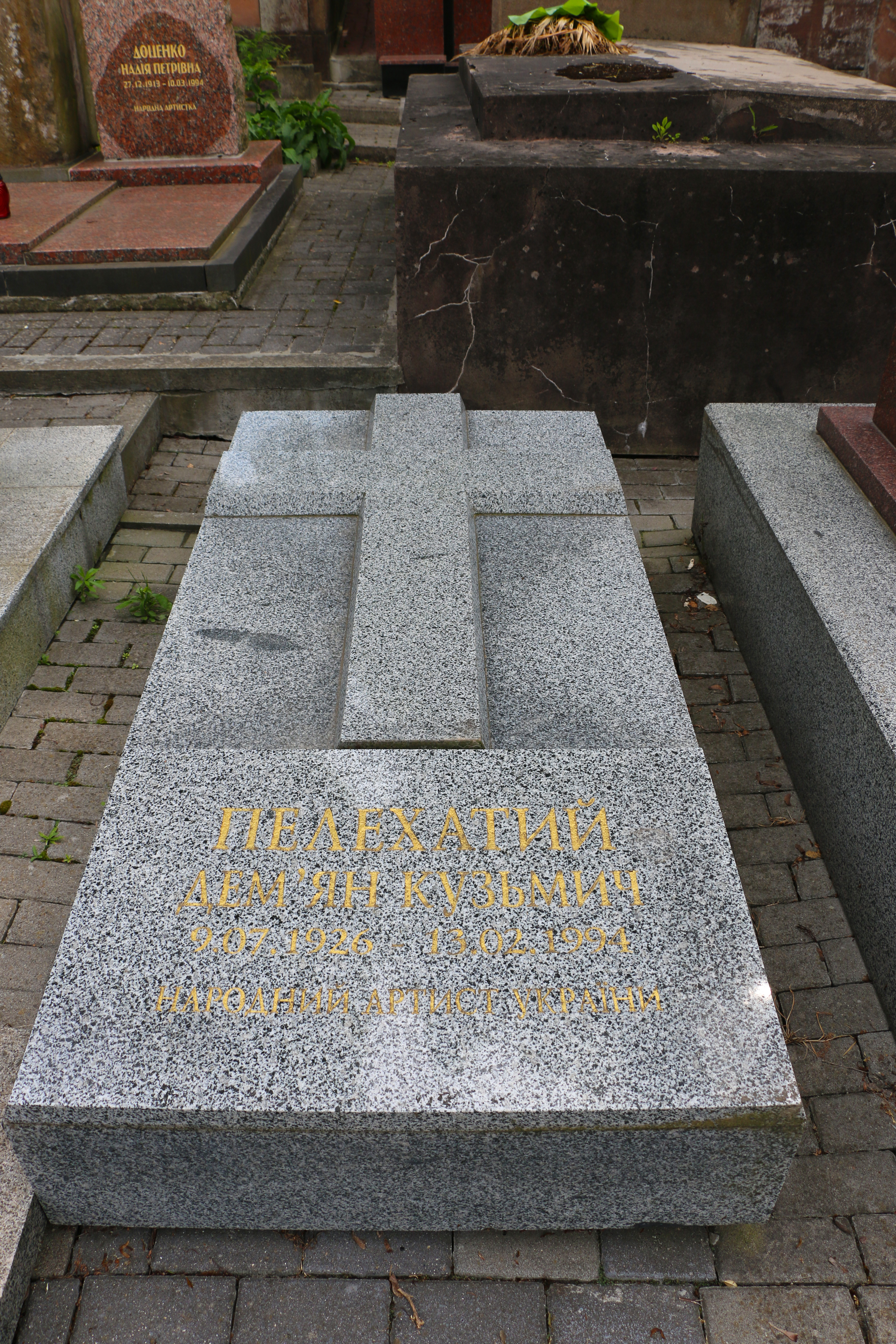
Могила Демьяна Пелехатого

Похоронен на Лычаковском кладбище.